# 넓적부리도요
넓적부리도요는 도요과의 새이다.
여름에 시베리아와 알래스카에서 번식하며 동아시아와 동남아시아로 내려와서 겨울을 나는 철새이다. 국제적 멸종위기종이며, 대한민국에서는 멸종위기 야생생물 Ⅰ급으로 지정되어 있다.

## 형태 및 생태
몸길이 14.5cm로 부리는 색이 검고, 끝이 주걱 모양으로 생긴 것이 특징이다. 여름에는 얼굴, 가슴, 등이 붉은 갈색이며, 가슴 옆에는 작고 어두운 회색빛 얼룩무늬가 있다. 겨울에는 머리가 엷은 회색으로 변하며, 눈썹선과 가슴은 모두 흰색으로 변한다. 다리는 검은색이다.
서식지로는 갯벌을 선호하며, 갯지렁이, 작은 새우류와 같은 해양무척추동물을 주로 잡아먹는다. 산란기는 6월 하순~7월 중순이며, 한번에 4개의 알을 낳는다.